# Juan de Flores
Juan de Flores (c. 1455 - c. 1525) fue un diplomático y escritor español, autor de las novelas sentimentales Grimalte Y Gradissa y Grisel y Mirabella, perteneciente al Prerrenacimiento. No debe confundirse con el presbítero de la catedral de Granada Juan de Flores y Oddouz (1724-1789), falsificador de antigüedades.

## Biografía
Juan de Flores fue oriundo de Salamanca y formó parte de la alta nobleza. Probablemente fue hijo del también salmantino Fernando de Flores y estuvo vinculado a la casa de Alba y a la de los Reyes Católicos, quienes tal vez lo nombraron consejero real en 1475 y, casi sin lugar a dudas, cronista real en mayo del año siguiente. En 1478 ejerció el cargo de rector de la Universidad de Salamanca. Es posible que su principal actividad haya sido la de Corregidor.
Su producción literaria posiblemente se concentró en la década de los setenta. De las obras, ciertas o probables, que se le atribuyen, dos han captado el mayor número de estudios: Grisel y Mirabella y Grimalte y Gradisa, que se inscriben en la denominada por Marcelino Menéndez y Pelayo novela sentimental.

## Obras

### Grisel y Mirabella
Grisel y Mirabella gozó de gran éxito en el tiempo en que fue escrita y en el siglo  siguiente; también fue objeto, en el siglo XVI, de múltiples traducciones presentadas en ediciones monolingües, bilingües, trilingües y cuatrilingües. La novela se ve precedida por una carta-dedicatoria dirigida a la supuesta “amiga” del autor. La historia inicia con un reino violentado, pues los pretendientes de la única hija del rey de “Scoçia” donde hay una ambigüedad sobre la muerte de los caballeros del reino. El texto no indica si los caballeros mueren en duelos o si la belleza de la princesa, como en el romance de "La bella en misa," les causa la muerte por las flechas de amor que disparan sus ojos directo al corazón de los enamorados. El padre, quien no desea unirla en matrimonio, la encierra en un sitio apartado, el cual es transgredido por uno de los caballeros, Grisel, quien tras vencer a un contrincante, logra conquistar a la princesa y, por algún tiempo, disfrutar de sus amores secretos. Los amantes son descubiertos y llevados a juicio, pues existe una ley que dicta que reciba pena de muerte quien más culpable haya sido en dar comienzo a las relaciones sexuales, y el otro, destierro por toda su vida. Grisel y Mirabella se culpan a sí mismos, por lo que es imposible obtener una sentencia. Para alcanzarla, se buscan sendos abogados que defenderán no la causa concreta, sino la mayor culpabilidad de los hombres o las mujeres en asuntos amorosos. Comienza, entonces, el debate entre Torrellas, el defensor de los hombres, y Braçayda, quien aboga por las mujeres. Los jueces determinan la mayor culpabilidad de estas, y condenan a muerte a Mirabella. Braçayda apela la sentencia con un discurso en el que se indica que el partido masculino es tanto parte como juez, pero no obtiene éxito alguno. La historia principal continúa con la súplica de la reina a su esposo por el perdón de la hija, y ambos debaten sobre el deber de un rey que además es padre. El rey hace cumplir la sentencia, pero la ejecución no se lleva a cabo ya que, después de un breve diálogo entre los amantes, Grisel se lanza a las llamas en lugar de su amada. Mirabella queda en el desconsuelo, e imposibilitada para vivir sin Grisel, finalmente también se suicida arrojándose a los leones de su padre que la despedazan sin compasión. Concluye la novela con el desarrollo de la venganza de la reina y las damas de la corte contra Torrellas, el ofensor de las mujeres. Aprovechan que él enamora a su anterior contrincante, Braçayda, para capturarlo y darle terrible tortura y muerte.

### Grimalte y Gradissa
En lo que respecta a Grimalte y Gradisa, fue menor el éxito que obtuvo en su época, pues además de los dos manuscritos, no se conoce otra edición que la considerada princeps y una sola traducción al francés: la que realizó Maurice Scève bajo el título de La deplourable fin de Flamete, de la que se conservan dos ediciones (1535 y 1536). Es posible pensar en un proceso refundidor de Grimalte y Gradisa, pues el manuscrito de la Biblioteca Colombina no posee ni las poesías ni la descripción de la tumba en voz de Grimalte, que fueron partes escritas por Alonso de Córdoba según consta en el colofón de la edición impresa; en cambio, presenta un desarrollo en el último segmento de la novela que ya no se encuentra en los otros dos testimonios, mismos que representan un estado posterior de la obra. En Grimalte y Gradisa Juan de Flores continúa la historia de la Fiammetta de Giovanni Boccaccio, pero entrelazada con unos personajes que son de su invención. Inicia el libro con la advertencia de que  el escritor cambia su nombre por el de Grimalte, para proseguir con un breve resumen del texto de Boccaccio, pero expuesto como si hubiese sido de la autoría de “Fiometa”. Gradisa, quien lee la obra de Fiometa, dice a su pretendiente Grimalte que sólo habrá de corresponderle si logra reunir, en carácter de medianero, a aquella con el hombre que la abandonó; además le solicita comunicarle por escrito todo lo que acaezca. El enamorado accede a la solicitud y, después de muchos trabajos, encuentra a la desgraciada mujer, y ambos van en pos de Pánfilo. Este les manifiesta su contundente rechazo a renovar los amoríos con Fiometa, por lo que finalmente ella muere. Grimalte toma en cargo darle sepultura y reta a batalla a Pánfilo, quien no accede por merecer, según afirma, pena mayor que la muerte, la cual cumplirá en un lugar solitario junto a los brutos animales. Gradisa desdeña al fracasado medianero, no sin antes decirle que fue engañado por Pánfilo, pues sospecha que no hará penitencia alguna. Grimalte va en búsqueda de Pánfilo, quien ha decidido cumplir penitencia. Lo encuentra haciendo vida salvaje, y ambos personajes permanecen en los confines del mundo recibiendo, tres veces a la semana, terrible tortura nocturna: la pavorosa visión del sufrimiento de Fiometa, quien aparece acompañada de seres infernales.

### Triunfo de amor
La tercera obra sin duda de Flores, Triunfo de Amor, al parecer fue menos conocida que sus novelas sentimentales y no llegó a la imprenta, pues se conserva sólo en dos manuscritos derivados de un autógrafo común, hoy perdido. Se trata de un texto que da especial tratamiento al tema amoroso, pero además su trama permite una lectura sociopolítica.

### Otras obras
Sobre otras obras atribuidas, poca duda cabe de que Juan de Flores escribió la llamada Crónica incompleta de los Reyes Católicos. Las Cartas de Iseo y Tristán también parecen provenir de la pluma del salmantino, así como La coronación de la señora Gracisla.